# Amir Hamzah

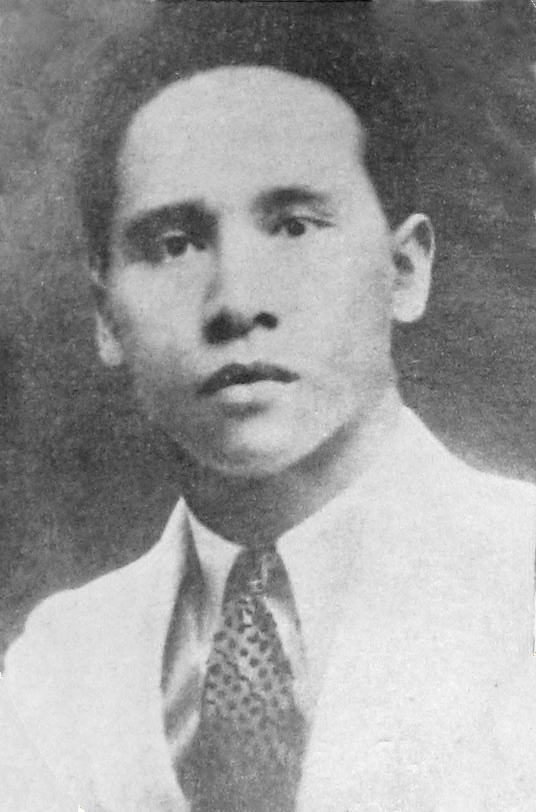
Amir Hamzah

Amir Hamzah (1911 - 1946) was de bekendste Indonesische dichter van vóór de Tweede Wereldoorlog. Hij genoot zijn opleiding aan een Nederlandse hogeschool en was een van de eerste schrijvers die publiceerden in het Indonesisch literair maandblad Pudjangga Baru.
In 1946 werd hij door jonge extremisten vermoord.
In 1975 werd hij geëerd met de titel Nationale held van Indonesië.

## Gedichtenbundel
- Heimwee is een gedichtenbundel van Amir Hamzah, verzameld en vertaald door Kousbroek, R. & Teeuw, A., uitgegeven door uitgever: Meulenhoff

- CiNii: DA00128558
- Digitale Bibliotheek voor de Nederlandse Letteren: hamz001
- Gemeinsame Normdatei: 1055747877
- International Standard Name Identifier: 0000 0000 8225 6106
- Library of Congress Control Number: n81076088
- Bibliotheek van het Japanse parlement: 00442350
- Nationale Bibliotheek van Tsjechië: xx0279329
- Nederlandse Thesaurus van Auteursnamen: 068347367
- Istituto Centrale per il Catalogo Unico: UBOV084236
- SNAC: w6356bv3
- Système universitaire de documentation: 076393224
- Trove: 897613
- Virtual International Authority File: 48086080
- WorldCat: E39PBJvtdtMwxVmkbxt739H6Kd